# Parageusia
Parageusia é um termo médico para um mal paladar na boca.
Uma forma comum de parageusia é o gosto metálico na comida. Isto pode ser um efeito colateral de diversas medicações, incluindo acetazolamida, metronidazole, ou etoposide.